# Cabucgayan
Cabucgayan is een gemeente in de Filipijnse provincie Biliran op het gelijknamige eiland. Bij de laatste census in 2007 had de gemeente bijna 19 duizend inwoners.

## Geografie

### Bestuurlijke indeling
Cabucgayan is onderverdeeld in de volgende 13 barangays:
| - Balaquid - Baso - Bunga - Caanibongan - Casiawan - Esperanza - Langgao | - Libertad - Looc - Magbangon - Pawikan - Salawad - Talibong |

## Demografie
Cabucgayan had bij de census van 2007 een inwoneraantal van 18.799 mensen. Dit zijn 1.108 mensen (6,3%) meer dan bij de vorige census van 2000. De gemiddelde jaarlijkse groei komt daarmee uit op 0,84%, hetgeen lager is dan het landelijk jaarlijks gemiddelde over deze periode (2,04%). Vergeleken met de census van 1995 is het aantal mensen met 2.301 (13,9%) toegenomen.

De bevolkingsdichtheid van Cabucgayan was ten tijde van de laatste census, met 18.799 inwoners op 54,19 km², 346,9 mensen per km².